# Catí
Catí è un comune spagnolo di 850 abitanti situato nella comunità autonoma Valenciana.